# Okres Skierniewice
Okres Skierniewice (polsky Powiat skierniewicki) je okres v polském Lodžském vojvodství. Rozlohu má 753,38 km² a v roce 2023 zde žilo 37 787 obyvatel. Sídlem správy okresu je město Skierniewice, které však není jeho součástí, ale tvoří samostatný městský okres.

## Gminy
Městsko-vesnická:
- Bolimów

Vesnické:
- Głuchów
- Godzianów
- Kowiesy
- Lipce Reymontowskie
- Maków
- Nowy Kawęczyn
- Skierniewice
- Słupia

## Město
- Bolimów

## Sousední okresy
| Růžice kompasu | Łowicz                | Sochaczew           | Żyrardów        | Růžice kompasu |
| Růžice kompasu | Brzeziny              | Sever               | Żyrardów        | Růžice kompasu |
| Růžice kompasu | Brzeziny              | Okres Skierniewice  | Żyrardów        | Růžice kompasu |
| Růžice kompasu | Brzeziny              | Jih                 | Żyrardów        | Růžice kompasu |
| Růžice kompasu | Brzeziny, Lodž východ | Tomaszów Mazowiecki | Rawa Mazowiecka | Růžice kompasu |